# Гришаков, Александр Егорович
Александр Егорович Гришаков (10 мая 1926, д. Синявка, Брянская губерния — 2 мая 2012, Вязьма, Смоленская область) — разведчик 91-й отдельной разведывательной роты (49-я стрелковая дивизия, 33-я армия, 1-й Белорусский фронт). Полный кавалер ордена Славы (1944, 1944, 1945).

## Биография
Александр Григорьевич Гришаков родился 10 мая 1926 года в деревне Синявка (ныне — Куйбышевского района Калужской области) в семье крестьянина. Русский. Член ВКП(б)/КПСС с 1968 года. Образование начальное. Жил в посёлке Шумячи Смоленской области. Работал в колхозе.
С сентября 1941 года по май 1942 и с октября 1942 по август 1943 года — в партизанских отрядах Смоленской области. После соединения с частями Красной Армии в августе 1943 года — призван на действительную службу. На фронте в Великую Отечественную войну с сентября 1943 года. Воевал в составе Западного, 2-го, 3-го и 1-го Белорусских фронтов. Трижды ранен.
Разведчик 91-й отдельной разведывательной роты (49-я стрелковая дивизия, 10-я армия, Западный фронт) красноармеец Гришаков 7 января 1944 года в составе группы захвата у деревни Шеперево Чаусского района Могилёвской области, выполняя задачу по установлению сил и системы обороны противника, проделал проход в проволочном заграждении, незаметно подкрался к вражеской траншее и захватил «языка». Приказом командира 49-й стрелковой дивизии от 7 февраля 1944 года за мужество, проявленное в боях с врагом, красноармеец Гришаков награждён орденом Славы 3-й степени (№ 12502).
3 февраля 1944 года Гришаков в районе деревни Заложье Чаусского района пленил гитлеровца, сообщившего ценные сведения. Приказом по 10-й армии от 7 февраля 1944 года красноармеец Гришаков награждён орденом Славы 2-й степени (№ 42).
14 января 1945 года разведчик тех же роты, дивизии (33-я армия, 1-й Белорусский фронт) старшина Гришаков при прорыве сильно укреплённой обороны противника на радомском плацдарме (Польша) вместе с бойцами прикрывал фланг батальона. При отражении вражеской контратаки пять гитлеровцев уничтожил и двоих взял в плен. Был ранен, но поля боя не оставил.
Выполняя задание по разведке сил противника, с группой разведчиков проник в тыл врага, установил расположение пулемётных точек, артиллерии и миномётов. Возвращаясь с задания, группа попала под миномётный обстрел. Гришаков был тяжело ранен и полностью потерял зрение. Указом Президиума Верховного Совета СССР от 24 марта 1945 года за мужество, отвагу и героизм, проявленные в борьбе с немецко-фашистскими захватчиками, старшина Гришаков Александр Егорович награждён орденом Славы 1-й степени (№ 1232).
В 1945 году старшина Гришаков демобилизован.
В 1951 году окончил Тамбовское музыкальное училище. Преподавал в детской музыкальной школе, был художественным руководителем в доме культуры.
С 1969 года жил в городе Вязьма Смоленской области. Работал электромонтажником учебно-производственного предприятия Всесоюзного общества слепых.
Воспитал сына и дочь, имеет внуков. Постоянно встречался с молодёжью и школьниками Вязьмы.
Скончался 2 мая 2012 года. Похоронен на Фроловском кладбище города Вязьма.
В городе Вязьма, на доме где жил ветеран, ещё при жизни была установлена мемориальная доска.

## Награды
- Орден Славы I степени — 24.03.1945 (Орден № 1232)
- Орден Славы II степени — 07.02.1944 (Орден № 42)
- Орден Славы III степени — 07.02.1944 (Орден № 12502)
- Орден Отечественной войны I степени
- Медаль «За отвагу» — 25.10.1943
- Медаль «За победу над Германией в Великой Отечественной войне 1941-1945 гг.»
- другие медали

## Фотографии и видео
- Кавалер «Ордена славы» из «Города воинской славы» — Видеорепортаж на сайте «РОССИЯ 1 — Смоленск» (Александр Пияев, Андрей Кенденков. «Вести — Смоленск» из Вязьмы — 30.04.2010 17:19)
- Александр Егорович Гришаков с сотрудниками регионального отделения пенсионного фонда (30.04.2010)
- Мемориальная доска в городе Вязьма на сайте Смоленский Некрополь
- Надгробный памятник, Фроловское кладбище в Вязьме на сайте Смоленский Некрополь